# Kalliapseudes gianucai
Kalliapseudes gianucai är en kräftdjursart som beskrevs av Mihai Bacescu 1980. Kalliapseudes gianucai ingår i släktet Kalliapseudes och familjen Kalliapseudidae. Inga underarter finns listade i Catalogue of Life.